# بدئية تعمية
بدئية التعمية (بالإنجليزية: Cryptographic primitive) هي خوارزمية تعمية، موصوفة وصفاً جيداً، تؤدي وظيفة بسيطة ومحددة، وتستعمل كأحجار البناء لإنشاء بروتوكولات التعمية التي تحتاج تلك الوظيفة.

## أمثلة
- دوال التلبيد التعموية، تُسمَّى أيضاً دوال الضغط وحيدة الاتجاه[الإنجليزية]، ومهمتها حساب قيمة مُلبَّدة أقصر من طول الرسالة المُدخَلة، ومن أمثلتها خوارزمية التلبيد الآمنة الثانية (SHA-2) والثالثة (SHA-3).
- خوارزميات التعمية بمفتاح مشترك، تُستعمَل لتوليد نص مُعَمَّى من نص واضح بمفتاح تعمية، مع إمكانية فك التعمية بالمفتاح نفسه، مثل معيار التعمية المتقدم (AES).
- خوارزميات التعمية بمفتاح عام، تُستعمَل لتوليد نص مُعَمَّى من نص واضح باستعمال مفتاحين مختلفين: واحد للتعمية والآخر لفك التعمية. مثل خوارزمية آر إس إيه (RSA).
- خوارزميات التوقيع الرقمي، للتأكد من هوية مرسل الرسالة.
- خوارزميات شبكات الخلط، تسمح بتعمية مصدر الرسالة ووجهتها في وسط اتصال مشترك.
- خوارزميات استعادة المعلومات الخاصة، تسمح باستخلاص بيانات من قاعدة بيانات من غير أن يعمل المُخدِّم ما هي البيانات المسحوبة.
- خوارزميات مخطط الالتزام، تسمح لمستخدمخا باختيار قيمة تظل مخفية عن الآخرين، مع إمكانية كشفها لاحقاً.
- مولد الأعداد شبه العشوائية المعماة[الإنجليزية](CRNG)